# 第一復員省

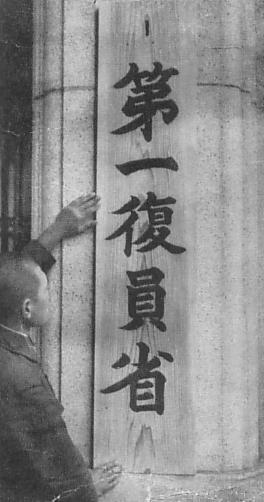
第一復員省の開庁

第一復員省（だいいちふくいんしょう）は、1945年（昭和20年）12月1日に設置され、1946年（昭和21年）6月15日に廃止された中央省庁で、陸軍省が改組されたものである。廃止と同時に第二復員省（旧・海軍省）と統合して復員庁（旧第一復員省は復員庁第一復員局）となった。
「第一復員省官制」（昭和20年勅令第675号）に基づき設置され、「第一復員省官制の廃止等に関する勅令」（昭和21年勅令第314号）によって廃止された。各局長は勅任の、各部長は勅任又は奏任の、秘書官は奏任の第一復員官の中からこれを補する。第一復員書記官は専任1人が定員であった。第一復員属は専任92名が定員であった。

## 第一復員大臣

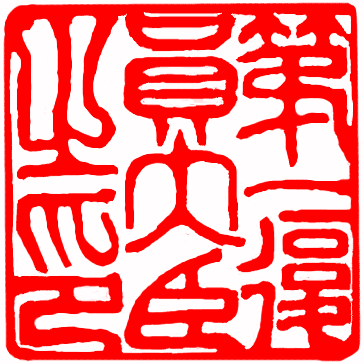
第一復員大臣の公印。

1945年（昭和20年）12月1日付をもって陸軍省が廃止され、第一復員省が設置された。第一復員大臣は第二復員大臣とともに内閣総理大臣が兼任した。第一復員大臣は陸軍大臣の所掌した事項であって、復員及びこれに関するものを司った。秘書官には杉田一次がいた。
第一復員大臣
1. 幣原喜重郎（1945年（昭和20年）12月1日 - ）
2. 吉田茂（1946年（昭和21年）5月22日 - 6月15日）

第一復員政務次官
1. 宮崎一（1945年（昭和20年）12月1日 - 1946年（昭和21年）1月16日、陸軍政務次官）

第一復員次官
1. 原守 中将（1945年（昭和20年）12月1日 - 12月19日、陸軍次官）
2. 上月良夫 中将（1945年（昭和20年）12月19日 - 1946年（昭和21年）6月15日、第17方面軍司令官兼朝鮮軍管区司令官）

## 大臣官房
大臣官房は特に次の事務を司った。
1. 史実調査に関する事項
2. 在外陸軍部隊の実情調査に関する事項
3. 終戦連絡に関する事項であって、他の所掌に属しないもの
4. 翻訳に関する事項
5. 医務に関する事項
6. 他の所掌に属しない事項

大臣官房史実部長
1. 宮崎周一 中将（1945年（昭和20年）12月1日 - 1946年（昭和21年）6月15日、参謀本部第一部長）

大臣官房俘虜調査部長
1. 坪島文雄 中将（1945年（昭和20年）12月1日 - 1946年（昭和21年）4月30日、第146師団長）

## 総務局
総務局は次の事務を司った。
1. 所管行政の総合調整に関する事項
2. 部外交渉一般に関する事項
3. 軍需工業及び軍需品（他の所掌のものを除く）の整理に関する事項

局長には陸軍省軍務局長の吉積正雄中将が就任。総務課長には軍務局軍事課長の荒尾興功大佐が就任。

## 業務局
業務局は次の事務を司った。
1. 人事に関する事項
2. 復員実施一般に関する事項
3. 運輸及び通信に関する事項

旧陸軍省人事局が中心。局長は陸軍省人事局長の額田坦中将が就任する。1946年（昭和21年）3月31日以降は局長を欠く。

## 経理局
経理局は次の事務を司った。
1. 予算、決算、資金、契約及び給与に関する事項
2. 会計の監査に関する事項
3. 衣糧、需品及び営繕に関する事項
4. 国有財産に関する事項

旧陸軍省経理局がほぼそのまま移行する。旧陸軍省経理局長の森田親三主計中将がそのまま局長となる。

## 法務局
法務局は次の事務を司った。
1. 司法及び刑務に関する事項
2. 規律の維持に関する事項

旧陸軍省法務局がほぼそのまま移行する。旧陸軍省法務局長の大山文雄法務中将がそのまま局長となる。